# 陸軍士官学校事件
陸軍士官学校事件（りくぐんしかんがっこうじけん）は、1934年（昭和9年）に日本陸軍の陸軍士官学校を舞台として発生したクーデター未遂事件。磯部浅一、村中孝次ら皇道派青年将校と陸軍士官学校生徒らが重臣、元老を襲撃する計画だったが、情報漏洩により主なメンバーが憲兵に逮捕され未遂に終わった。関与した青年将校たちは2年後の二・二六事件で中心メンバーとなった。
統制派と皇道派の対立を背景としたでっち上げであるとの説もある。十一月事件、十一月二十日事件とも言われる。

## 事件に至る経緯
十月事件以降、その首謀者であった橋本欣五郎大佐、馬奈木敬信大佐、長勇少佐、小原重厚大尉や、彼らと緊密な関係にある天野勇大尉、鈴木康大尉らと磯部一等主計らは対立関係にあり、また民間においては、橋本、天野の一派である大川周明、中谷武世、高野清八郎らと、磯部らが親近する北一輝、西田税とは対立抗争していた。
陸軍省および参謀本部の幕僚は、陸軍が組織的に運動することで国家革新を断行すること、そのため青年将校の策動は弾圧すること、そのため犠牲者の出るのは已むを得ないと考えるようになったが、まず青年将校らと話し合い反省を促すことにした。
両者は1933年（昭和8年）11月に数次にわたって九段偕行社で懇談した。省部幕僚側は清水規矩中佐、土橋勇逸中佐、武藤章中佐、影佐禎昭中佐、片倉衷少佐、田中清少佐、池田純久少佐、青年将校側は大蔵栄一大尉、常岡大尉、柴大尉、寺尾大尉、目黒大尉、村中大尉、磯部一等主計が集まった。
幕僚の主張は、「軍内の横断的団結は軍を破壊分裂する危険があるので避けるべき」、「国家革新は軍の責任において自ら組織を動員して実行する。だから青年将校は、政治策動から手を引いて軍中央部を信頼すること」などであった。青年将校らの主張は、「軍の組織を動員して革新に乗り出そうとするのは、理想論であって、実戦的ではない」「われわれ青年将校らが挺身して革新の烽火を挙げる。軍中央部はわれわれの屍を越えて革新に進んでもらいたい」「荒木大将はわれわれの気持ちを最もよく理解している。その示教を受けるのは差し支えないではないか。忌避する理由がわからない」などであった。両者の主張は平行線をたどり物別れに終わった。

## 決起計画とその発覚
参謀本部付の辻政信大尉は、陸軍士官学校幹事（教頭）の東條英機少将からの依頼を受け、士官学校の本科生徒隊第1中隊長に転出していた。指導に力を入れた辻は生徒たちから信頼を集めた。辻は第1中隊の佐藤勝郎候補生から、他中隊の武藤候補生が一部青年将校らと共に臨時議会開催中にクーデターを計画していることを打ち明けられた。自身はこの陰謀に参加する気はないがどうすればよいかとの相談を受け、辻は生徒隊長の北野憲造大佐に報告した。北野から更に情報を集めるようにとの命を受け、辻は佐藤に対して計画への参加を指示し、内偵したうえで報告せよと命じた。
1934年10月28日に、佐藤と武藤は野砲兵第1連隊付の磯部一等主計を訪問し、クーデター計画の詳細について質問した。磯部は佐藤を西田税の自宅に連れていき、そこで陸軍戸山学校教官の大蔵栄一大尉にも引きあわせた。佐藤は具体的な計画を尋ねたが西田は詳細な情報は明かさなかった。11月に入り佐藤、武藤は3名の候補生を連れて数度に渡り村中孝次大尉の自宅を訪れた。佐藤は、士官学校の士官候補生だけで決起する計画があると述べ、青年将校らはどういう計画を有しているのかと質問した。村中、磯部は生徒たちに対して自重を説いていたが、話が進むうちに候補生らが士官学校の武器弾薬を用いて村中と磯部の指揮で議会を襲撃する話がもちあがった。
佐藤からの報告を受けた辻は、軍事課の片倉衷に概要を伝えた。さらに憲兵隊の塚本誠大尉が同期の辻を訪れ、歩兵第3連隊の安藤輝三大尉、大蔵、村中らが近衛歩兵第1連隊、近衛歩兵第3連隊、士官学校候補生らを用いて重臣、政府首脳を殺害し帝国議会、首相官邸を襲撃する計画があると打ち明けた。直ちに報告すべきであると考えた辻と塚本は片倉と合流し深夜に陸軍次官の橋本虎之助の官舎に向かい、クーデター計画を報告した。
塚本からの報告を受けた田代皖一郎憲兵司令官は19日に橋本と相談した上で、翌20日（11月20日）朝に村中、磯部、陸軍士官学校予科の片岡太郎中尉の3人と佐藤、武藤ら5人の候補生を逮捕した。
翌1935年（昭和10年）3月29日の第1師団軍法会議において証拠不十分で不起訴となったが、「軍紀上適当あらざるものありたる」として村中と磯部は停職、5人の候補生については退校させる処分が下された。
辻は重謹慎30日の行政処分を受け、満了後に歩兵第2連隊付に転出させられた。
村中と磯部は獄中から、事件が辻と片倉によるでっち上げだとして二人を誣告罪で告訴したが、陸軍は審理をしようとしなかった。業を煮やした村中と磯部は停職中に『粛軍に関する意見書』を執筆し、三月事件及び十月事件の経緯を記した田中清の手記などを付して配布した。2人は8月2日付で免官となった。

## 真相を巡る議論
統制派はこの事件をクーデター計画を未然に防ぐのに成功したのものだとしていた。その一方で皇道派は、統制派による陰謀であると主張していた。
大谷敬二郎は戦後の著書において、「わたしは、青年将校弾圧のために、デッチ上げられた架空のクーデター企図だったと信じている」と述べている。
皇道派の擁護者であった岩淵辰雄は、永田鉄山（当時陸軍省軍務局長）と東條を黒幕とする省部、士官学校、憲兵隊の統制派将校が、士官学校の候補生を扇動して重臣らを殺害させ、その責任を教育総監の真崎甚三郎ら皇道派になすりつけようとしたと主張している。士官学校の生徒がその陰謀に乗らなかったので、事件を直接画策した片倉と辻が、皇道派青年将校や士官学校の生徒の不穏計画として密告し、士官学校の直接監督の地位にある教育総監の責任を問わんとしたと説明している。歴史家の高橋正衛も、岩渕が皇道派の立場に立っていると断った上で、この説が一番真相に近いのではないかとしている。高橋が田中清から聞いた話によると、11月20日に兵要地誌班の部屋で田中が池田純久と雑談していたところに片倉が飛び込んできて、「やった、やった、スパイを使ってやった」、「村中、磯部をやった、これから大臣に報告にいく」と言って部屋を出た。20分ぐらいして戻っていた片倉は「さっきの話は聞かんかったことにしてくれ」と頼み込んでいる。　
秦郁彦は、「悪意の有無はともかくとして、実行計画の部分については、刑事事件にはなりがたい「砂上楼閣」的クーデターであった」と述べている。
片倉は自著において「よく永田鉄山軍務局長の指示により、私と辻とが謀議して事件をデッチ上げた、といわれるが、私は参謀本部部員であり、永田軍務局長は陸軍省の所属である。職務上、私は永田の指示や命令を受ける立場にはなかった。もちろん永田鉄山という人間は、私が陸軍大学校学生時代に知り、その後も、外から遠く見ていたことは事実であるが。このように、永田が私を使ったという事実は全くないが、私が辻を使ったというのであれば、見方によって、ある程度やむをえない。しかしながら、使ったというよりも、辻が私に報告をし、それを私が処理したといった方が適切であると思う。」と述べ、自分は参謀本部における国内情勢の担当主任者として当然の措置をとったのであり策略というようなものではなかったとしている。
原田熊雄によると、永田鉄山に電話で問い合わせたところ、永田は「今度の事件は、軍も徹底的にやる」「外部の応援をたのみ、北一輝、西田税を捕えねばならん、事件を明るみに出して、立派に処理する」と言明したと記録している。